# Irrigazione transanale
L'irrigazione transanale o irrigazione retrograda del colon (TAI) è una pratica ideata per assistere l'evacuazione delle feci dall'intestino tramite l'introduzione di acqua nel colon attraverso l'ano.
La pratica risulta di particolare utilità nei soggetti che soffrono di stipsi (particolarmente di tipo ostruttivo) o incontinenza fecale, specialmente se secondaria a malattie neurologiche.
Nei pazienti che soffrono di stitichezza o incontinenza fecale il ricorso ad un regolare utilizzo dell'irrigazione transanale, permette spesso il ristabilirsi ad un alto grado di funzionalità della funzione intestinale stessa.
Ciò consente a questi soggetti di sviluppare un'efficace gestione delle proprie funzioni intestinali, programmando e optando sia per il tempo sia per il luogo di evacuazione ritenuti più adatti.

In pazienti con incontinenza fecale uno svuotamento efficace sta a significare che le feci non raggiungono l'ampolla rettale per circa 2 giorni, questo è importante per prevenire perdite tra una irrigazione e l'altra.
Ogni programma di irrigazione transanale mira infatti a garantire lo svuotamento del colon sinistro e del retto. Questo svuotamento impedisce la fuoriuscita di feci tra i lavaggi e fornisce uno stato di pseudocontinenza permettendo al paziente di ristabilire il controllo del tempo e del luogo della defecazione. Inoltre, l'evacuazione regolare del rettosigma previene l'instaurarsi di stitichezza. In aggiunta, nei soggetti affetti da stipsi, la regolare evacuazione dell'ampolla rettale e del sigma può accelerare il transito intestinale attraverso tutta la lunghezza del colon.
Per la sua semplicità di esecuzione, l'efficacia in pazienti altamente sintomatici (in particolare nei pazienti con disfunzione intestinale neurogena, ove sembra possa determinare i massimi benefici) e la sostanziale sicurezza anche a lungo termine, la metodica ha conosciuto una rapida diffusione fra molti soggetti affetti da disturbi della defecazione.

## Indicazioni
La metodica trova indicazione particolarmente nei soggetti affetti da disfunzione intestinale:
- Idiopatica
- Da lesioni del midollo spinale[7][8]
- Da sclerosi laterale amiotrofica
- Da sclerosi multipla[9][10]
- Post-traumatica
- Da malattia di Parkinson
- Da spina Bifida
- Secondaria a resezione chirurgica per cancro rettale.[11][12][13][14]

## Metodica
Pur esistendo diversi dispositivi commerciali per eseguire l'irrigazione transanale, quelli più recenti mirano all'obiettivo di rendere l'irrigazione gestibile in prima persona dal paziente stesso, senza la necessità di assistenza da parte di un'altra persona. Ciò nonostante, in caso di necessità l'irrigazione può essere tranquillamente gestita da un caregiver. I sistemi disponibili sono normalmente costituiti da un catetere rettale rivestito da un palloncino espansibile, una unità di controllo comprendente una pompa manuale, e un contenitore d'acqua. Il catetere deve essere inserito nel retto, attraverso lo sfintere anale, e successivamente il palloncino viene gonfiato per mantenere il catetere in sede evitandone sposizionamenti.
A questo punto ricorrendo alla pompa manuale viene eseguita un'irrigazione con acqua di rubinetto tiepida. Successivamente il palloncino viene sgonfiato ed il catetere viene rimosso. Al disinserimento segue il naturale svuotamento, attraverso l'ano, dell'acqua e di altri contenuti intestinali.

## Problemi nella procedura
- Dolore

La comparsa di crampi, disagio o dolore franco durante l'irrigazione indica normalmente la necessità di effettuare una breve pausa seguita da una ripresa dell'instillazione, che deve avvenire in modo più lento. È anche opportuno controllare la temperatura della soluzione di irrigazione, verificando che sia alla temperatura adeguata, ovvero prossima alla temperatura corporea, intorno a 36-38 °C.
- Sanguinamento

La presenza di emissione di una minima quantità di sangue è possibile che si verifichi normalmente durante la procedura. Se l'emorragia appare cospicua, ed in particolare se si accompagna a dolore, potrebbe essere bene interrompere l'irrigazione e rivolgersi al medico per eseguire ulteriori indagini. Potrebbe essersi verificata una perforazione intestinale, che rappresenta un'emergenza medica.
- Difficoltà nell'inserimento del catetere o nell'instillazione dell'irrigante

Il problema potrebbe dipendere dalla presenza di ingombro fecale nell'ampolla rettale. In questo caso è necessario procedere all'esplorazione rettale digitale alla ricerca di eventuali fecalomi che, se presenti, vanno frammentati e rimossi manualmente. Il problema può essere prevenuto aumentando il volume dalla soluzione di lavaggio utilizzata e incrementando la frequenza delle irrigazioni.
- Mancata espulsione della soluzione di lavaggio

Se la soluzione irrigante non viene espulsa potrebbe essere necessario ripetere la procedura. Diventa inoltre necessario assicurarsi che il paziente sia normoidratato.
- Fuoriuscita di soluzione di lavaggio intorno al catetere

In questa evenienza si deve controllare che il catetere sia correttamente posizionato. Se necessario verificare che l'acqua sia a temperatura corporea e comunque procedere con più lentezza all'instillazione. In caso il problema persista controllare e garantire che l'ampolla rettale sia vuota e al suo interno non vi sia presenza di fecalomi. Infine è possibile aumentare la distensione del palloncino di tenuta del catetere insufflandolo ulteriormente. Per prevenire il ripetersi del problema è bene controllare e trattare la costipazione.
- Sintomatologia autonomica durante la procedura

Durante l'irrigazione il paziente può manifestare segni e sintomi di disreflessia autonomica, e in particolare sudorazione profusa, tachicardia e palpitazioni, sindrome vertiginosa.
Per minimizzare il disturbo normalmente è sufficiente infondere la soluzione di lavaggio lentamente. Il paziente, in caso di sintomatologia fastidiosa e mal tollerata, non dovrebbe essere mai solo in casa quando viene eseguita la procedura.
- Mancata evacuazione a seguito dell'irrigazione transanale

Se dopo l'esecuzione della procedura il paziente non evacua, è possibile ripetere l'irrigazione o, eventualmente, dividerla in due momenti, rispettando un intervallo di circa 15-20 minuti tra le irrigazioni e utilizzando per ciascuna la metà della soluzione irrigante totale. In questi soggetti è anche bene considerare la possibilità di ricorrere a misure aggiuntive come, ad esempio, l'uso di lassativi. È imperativo assicurarsi che il paziente sia ben idratato ed un eventuale problema di stitichezza adeguatamente trattato. Non va dimenticato che la mancata emissione di feci potrebbe essere il segnale che è stato finalmente raggiunto un buon risultato grazie all'irrigazione. D'altro canto la mancata emissione di feci per diversi giorni deve far nascere il sospetto di stipsi o di occlusione intestinale.

## Vantaggi
Ci sono numerose e crescenti evidenze cliniche sull'utilizzo dell'irrigazione transanale e dei benefici che ne derivano. Va comunque segnalato che la maggior parte degli studi sull'utilizzo dell'irrigazione transanale sono stati effettuati su pazienti con patologie a carattere neurologico.
I principali risultati derivanti l'utilizzo dell'irrigazione retrograda del colon sono:
1. Marcata riduzione, in pazienti con mielolesione, dei sintomi dovuti alla costipazione, in particolare se i risultati sono comparati con quelli derivanti dall'utilizzo di metodi classici[7]
2. Riduzione, in pazienti con mielolesione, dei sintomi dovuti ed associati alla costipazione
3. Riduzione dei sintomi di incontinenza fecale rispetto all’impiego di metodi classici[7]
4. Riduzione dell’incidenza di infezioni delle vie urinarie[3]
5. Riduzione e talvolta eliminazione dell'uso di farmaci ad azione regolatrice intestinale.[15]
6. Riduzione della dipendenza dal caregiver
7. Miglioramento della qualità di vita
8. Riduzione dei tempi di evacuazione
9. Minor costo totale rispetto ad altri interventi di gestione[16]

## Complicazioni
La principale complicanza associata all'irrigazione transanale è rappresentata dalla possibilità che si verifichi una perforazione intestinale o del retto. Per quanto si tratti di un'evenienza decisamente rara deve essere tenuta presente: in letteratura medica ne sono stati segnalati alcuni casi.

## Controindicazioni
1. Assolute

- Stenosi rettale o anale
- Diverticolite acuta
- Malattia infiammatoria cronica intestinale in fase attiva
- Cancro del colon-retto
- Colite ischemica
- Recente (nei 3 mesi precedenti) intervento chirurgico rettale

1. Relative:

- Diverticolosi di grado severo
- Precedenti di diverticolite o di ascesso diverticolare
- Pregressa radioterapia pelvica
- Pregressi interventi chirurgici sul retto
- Disturbi dolorosi della regione anale (ragadi, malattia emorroidaria)